# Petra Smaržová
Petra Smaržová (Valašské Meziříčí, 4 giugno 1990) è una sciatrice alpina slovacca paralimpica, vincitrice di due medaglie di bronzo ai Giochi paralimpici invernali.

## Biografia
È nata a Valašské Meziříčí, senza la mano sinistra. Oltre allo slovacco, parla l'inglese e il tedesco. Laureata in edilizia presso l'Università di Žilina, risiede nella località dell'università, Žilina, capoluogo degli omonimi distretto e regione. Ha iniziato a sciare all'età di tre anni a Žiarska Dolina, in Slovacchia, sotto la guida di suo padre.

## Carriera sciistica
Ha iniziato la carriera nello sci alpino nel 2002, ai Campionati del Mondo in Austria.
È stata la seconda sciatrice a finire la gara di slalom speciale femminile in piedi (con un tempo di 1:43.72) e quella dello slalom gigante (in	2:24.55) ai Campionati mondiali di sci alpino IPC 2011.
Smaržová ha partecipato anche ai Giochi paralimpici invernali del 2014 a Soči, di nuovo nella gara di slalom speciale dove ha vinto il bronzo in 2:06.91. I suoi allenatori sono Peter Matiasko e Branislav Mazgut.

## Palmarès

### Paralimpiadi
- 2 medaglie:
  - 2 bronzi (slalom gigante a Vancouver 2010; slalom speciale a Soči 2014)

### Campionati mondiali
- 3 medaglie:
  - 2 argenti (slalom speciale e slalom gigante a Sestriere 2011)
  - 1 bronzo (slalom gigante a Nevea/Kranjska Gora 2019)